# Торе Орсая
То̀ре Орса̀я (на италиански: Torre Orsaia; на неаполитански: a Torr', а Торъ) е село и община в Южна Италия, провинция Салерно, регион Кампания. Разположено е на 295 m надморска височина. Населението на общината е 2259 души (към 2010 г.).